# Alan Dundes
Alan Dundes (8. září 1934 – 30. března 2005) byl americký folklorista, působil na University of California v Berkeley.
Jeho práce byla rozhodující k ustanovení folkloristiky jako akademické disciplíny v USA. Je autorem 12 knižních publikací (a řady studií) a editorem či spoluautorem dvanácti dalších. Jeden z jeho nejpozoruhodnějších článků se nazývá "Seeing is Believing" („Vidět znamená věřit“), ve kterém uvedl, že Američané oceňují zrak více než ostatní smysly.
Zavedl pojem "alomotiv" (vytvořený obdobně jako "allomorf", doplňující koncept "motifém" (od "morfém"), který zavedl Kenneth L. Pike), jako koncept, který se má použít při analýze struktur pohádek z hlediska motivů v nich identifikovaných.

## Kariéra
Dundes navštěvoval univerzitu v Yaleu, kde studoval angličtinu a seznámil se se svou ženou Carolyn. Ovšem dříve než svá studia zde dokončil, přihlásil se Dundes do ROTC (Reserve Officers' Training Corps), a cvičil, aby se stal námořním komunikačním důstojníkem. Když se ukázalo, že loď, na kterou má být vyslán, a která byla umístěna v Neapolském zálivu, už měla komunikačního důstojníka, požádal Dundes o jiné místo na témže plavidle. Tak strávil dva roky údržbou artilerie na lodi ve Středozemním moři. Po dokončení své služby, navštěvoval Dundes univerzitu v Indianě, aby zde získal doktorát z folkloristiky. V Indianě studoval pod otcem amerického folkloru Richardem Dorsonem. Rychle se ustavil jako síla, kterou je třeba na poli folkloristiky počítat. Absolvoval studia velmi rychle a poté odešel vyučovat na univerzitu v Kansasu, kde zůstal pouze rok, než mu byla nabídnuto místo na katedře antropologie na Kalifornské univerzitě v Berkeley, kde vyučoval folklór. Dundes zastával tuto pozici 42 let, až do své smrti v roce 2005.

## Učební metody
Alan Dundes byl výborným lektorem, jeho kurz Úvod do folkloru přitahoval mnoho studentů. V tomto kurzu byli studenti seznámeni s mnoha různými formami folklóru, od mýtů, legend a příběhů až po přísloví, hádanky, vtipy, hry, folkspeech (slang) až po lidovou víru a stravování. Pro splnění tohoto kurzu musel každý student shromáždit, identifikovat a analyzovat 40 projevů folklóru. Celý tento materiál (asi 500 000 položek) je umístěn a katalogizován v archivu folkloru Berkeley. Dundes také vedl kurzy o americkém folklóru a psychoanalytickém přístupu k folklóru (jeho oblíbený přístup), a dále absolventské semináře o mezinárodních dějinách folkloristiky a o historii a vývoji folklórní teorie.

## Nadace
Ke konci svého života Dundes obdržel od bývalého studenta šek v hodnotě 1 000 000 dolarů. Dárce si přál zůstat anonymní. Alan Dundes tyto peníze použil k založení nadačního fondu na podporu studia folkloristiky na univerzitě.

## Vliv
Předtím, než může být termín folkloristika jasně definován, je třeba si uvědomit, že pojmy folklor a tradice jsou definovány mnoha různými způsoby. Zatímco někteří používají slovo folk jen ve spojitosti s prostředím tradiční venkovské kultury nebo vzdálených kultur, Alan Dundes nazývá tuto definici "nesprávným a úzkým konceptem lidu jako negramotného v gramotné společnosti" (Devolutionary Premise, 13). On sám definuje lid jako: dvě nebo více osob, které mají společný znak a vyjadřují svou sdílenou identitu prostřednictvím tradic. Dundes vysvětluje tento bod nejlépe v jeho eseji The Devolutionary Premise in Folklore Theory (1969):
"Lidová nebo selská společnost je jen jedním příkladem, lidu“ ve folkloristickém smyslu. Každá skupina lidí, která sdílí společný integrační faktor, např. městská skupina, jako je odborová organizace, může míti a má folklór. "Folk" je flexibilní koncept, který se může vztahovat k národu (jako v americkém folklóru), nebo jedné rodině. Kritickým problémem při definování folkloru je: jaké skupiny ve skutečnosti folklorní tradice mají? "(Důraz v originále, viz poznámka pod čarou 34, 13)
S touto rozšířenou společenskou definicí lidu se také objevil širší pohled na materiál považovaný za folklór, který zahrnuje, jak poukazuje William Wilson, "věci, které lidé tvoří slovy (verbální tradice), věci, které vytvářejí rukama (materiální tradice), a co působí se svými činy (běžné zvyklosti) "(2006, 85).
Další implikací tohoto širšího vymezení pojmu folk, podle Dundese je, že folkloristická práce je spíše interpretační a vědecká než popisná nebo věnovaná výhradně uchování folkloru. V roce 1978 ve sbírce své vědecké práce Essays in Folkloristics, Dundes v předmluvě prohlašuje: "Folkloristika je vědecké studium folkloru stejně jako lingvistika je vědecká studie jazyka. [. . .] To implikuje důslednou intelektuální disciplínu s určitým pokusem aplikovat teorii a metodu na folklorní materiály „(vii). Jinými slovy, Dundes zastává používání folkloristiky jako preferovaného termínu pro akademickou disciplínu věnovanou studiu folkloru.
Podle Dundese bude folkloristická práce pravděpodobně důležitá i v budoucnosti. Dundes píše: "Folklór je univerzální: folklor zde vždy byl a se vší pravděpodobností vždy bude. Dokud bude docházet k lidské interakci za využití tradičních forem komunikace, budou folkloristé i nadále mít zlaté příležitosti ke studiu folklóru "(Devolutionary Premise, 19) Podle folkloristy Williama A. Wilsona "studium folkloru není jen příjemným zážitkem, který je užitečný především pro ukrácení dlouhé chvíle. Spíše je to ústřední a zásadně důležité pro naši snahu porozumět vlastnímu chování a chování našich spoluobčanů "(2006, 203).

## Dílo
- •	Pagter, Carl R. (Co-author). Never Try to Teach a Pig to Sing.
- •	(1964)."The Morphology of North American Indian Folktales".
- •	(Ed.) (1965). The Study of Folklore.
- •	(1968). "The Number Three in American Culture." In Alan Dundes (ed.), Every Man His Way: Readings in Cultural Anthropology. Englewood Cliffs, New Jersey: Prentice-Hall.
- •	(1969). "Thinking Ahead: A Folkloristic Reflection of the Future Orientation in American Worldview".
- •	(1971). "A Study of Ethnic Slurs".
- •	(1972). "Folk Ideas as Units of Worldview".
- •	(1975). "Slurs International: Folk Comparisons of Ethnicity and National Character".
- •	(1980). Interpreting Folklore. Indiana University Press.
- •	(1984). Life is Like a Chicken Coop Ladder: A Portrait of German Culture Through Folklore.
- •	(Ed.) (1984). Sacred Narrative: Readings in the Theory of Myth. University of California Press.
- •	Falassi, Alessandro (Co-author) (1984). La terra in Piazza: An interpretation of the Palio in Siena. University of California Press.
- •	(with C. Banc) (1986) "First Prize: Fifteen Years. An Annotated Collection of Political Jokes" ISBN 0-8386-3245-9
- •	(1987). Cracking Jokes: Studies of Sick Humor Cycles & Stereotypes. Ten Speed Press.
- •	Pagter, Carl R. (Co-author) (1987). When You're Up to Your Ass in Alligators…: More Urban Folklore from the Paperwork Empire. Wayne State University Press.
- •	(Ed.) (1989). Little Red Riding Hood: A Casebook. Madison, WI: The University of Wisconsin Press.
- •	(Ed.) (1990). In Quest of the Hero. Princeton University Press.
- •	(Ed.) (1991). Mother Wit from the Laughing Barrel: Readings in the Interpretation of Afro-American Folklore. University Press of Mississippi.
- •	(1991) The Blood Libel Legend: A Casebook in Anti-Semitic Folklore. University of Wisconsin Press
- •	(Ed.) (1992). The Evil Eye: A Casebook. University of Wisconsin Press.
- •	Pagter, Carl R. (Co-author). (1992) Work Hard and You Shall Be Rewarded: Urban Folklore From the Paperwork Empire. ISBN 978-0814324325
- •	(1993). Folklore Matters. University of Tennessee Press.
- •	(Ed.) (1994). The Cockfight: A Casebook. University of Wisconsin Press.
- •	Edmunds, Lowell (Co-ed.) (1995). Oedipus: A Folklore Casebook. University of Wisconsin Press.
- •	Pagter, Carl R. (Co-Author) (1996). Sometimes the Dragon Wins: Yet More Urban Folklore from the Paperwork Empire. Syracuse University Press.
- •	(Ed.) (1996). The Walled-Up Wife: A Casebook. University of Wisconsin Press.
- •	(1997). From Game to War and Other Psychoanalytic Essays on Folklore. University of Kentucky Press.
- •	(1997). Two Tales of Crow and Sparrow: A Freudian Folkloristic Essay on Caste and Untouchability. Rowman & Littlefield.
- •	(Ed.) (1998). The Vampire: A Casebook. Madison, WI: The University of Wisconsin Press.
- •	Pagter, Carl R. (Co-author) (2000). Why Don't Sheep Shrink When It Rains?: A Further Collection of Photocopier Folklore. Syracuse University Press.
- •	(1999). Holy Writ as Oral Lit: The Bible as Folklore. Rowman & Littlefield Publishers, Inc.
- •	(2002). Bloody Mary in the Mirror: Essays in Psychoanalytic Folkloristics. University Press of Mississippi.
- •	(2003). The Shabbat Elevator and Other Sabbath Subterfuges. Rowman & Littlefield.
- •	(2003). Fables of the Ancients?: Folklore in the Qur'an. Rowman & Littlefield.
- •	(2003). Parsing Through Customs: Essays by a Freudian Folklorist. The University of Wisconsin Press.
- •	(2004). "As the Crow Flies: A Straightforward Study of Lineal Worldview in American Folk Speech".
- •	(Ed.) (2005). Recollecting Freud. Madison, WI: The University of Wisconsin Press.